# Łucznictwo na Igrzyskach Wspólnoty Narodów 2010
Łucznictwo na Igrzyskach Wspólnoty Narodów 2010, odbyło się w Yamuna Sports Complex (runda eliminacyjna, 4-6 października) oraz na placu India Gate (finały, 7-10 października) w Delhi, pomiędzy 4 a 10 października 2010. Łucznictwo na Igrzyskach Wspólnoty Narodów po raz ostatni rozegrane zostało w roku 1982.

## Medaliści

### Mężczyźni
| Konkurencja                 |                                                           |                                                                     |                                                                    |
| --------------------------- | --------------------------------------------------------- | ------------------------------------------------------------------- | ------------------------------------------------------------------ |
| Łuk prosty indywidualnie    | Rahul Banerjee                                            | Jason Lyon                                                          | Jayanta Talukdar                                                   |
| Łuk prosty drużynowo        | Australia · Matthew Gray · Mat Masonwells · Taylor Worth  | Malezja · Muhammad Abdul Rahim · Chu Cheng · Arif Ibrahim Putra     | Indie · Rahul Banerjee · Tarundeep Rai · Jayanta Talukdar          |
| Łuk bloczkowy indywidualnie | Duncan Busby                                              | Christopher White                                                   | Septimus Cilliers                                                  |
| Łuk bloczkowy drużynowo     | Anglia · Duncan Busby · Liam Grimwood · Christopher White | Indie · Ritul Chatterjee · Jignas Chittibomma · Chinna Raju Srither | Południowa Afryka · Nico Benade · Septimus Cilliers · Kobus de Wet |

### Kobiety
| Konkurencja                 |                                                             |                                                                 |                                                                  |
| --------------------------- | ----------------------------------------------------------- | --------------------------------------------------------------- | ---------------------------------------------------------------- |
| Łuk prosty indywidualnie    | Deepika Kumari                                              | Alison Williamson                                               | Dola Banerjee                                                    |
| Łuk prosty drużynowo        | Indie · Dola Banerjee · Deepika Kumari · Bombayala Laishram | Anglia · Naomi Folkard · Amy Oliver · Alison Williamson         | Kanada · Marie-Pier Beaudet · Alana Macdougall · Kateri Vrakking |
| Łuk bloczkowy indywidualnie | Nicky Hunt                                                  | Doris Jones                                                     | Cassie McCall                                                    |
| Łuk bloczkowy drużynowo     | Anglia · Danielle Brown · Nicky Hunt · Nichola Simpson      | Kanada · Camille Bouffard-Demers · Doris Jones · Ashley Wallace | Indie · Bheigyabati Chanu · Jhano Hansdah · Gagandeep Kaur       |

## Tabela medalowa zawodów
| Poz. | Państwo           |   |   |   | Łącznie |
| ---- | ----------------- | - | - | - | ------- |
| 1    | Anglia            | 4 | 3 | 0 | 7       |
| 2    | Indie             | 3 | 1 | 4 | 8       |
| 3    | Australia         | 1 | 0 | 1 | 2       |
| 4    | Kanada            | 0 | 3 | 1 | 4       |
| 5    | Malezja           | 0 | 1 | 0 | 1       |
| 6    | Południowa Afryka | 0 | 0 | 2 | 2       |
| Poz. | Łącznie           | 8 | 8 | 8 | 24      |